# Wärmestrom/Kältestrom
Wärmestrom/Kältestrom sind gesellschaftsanalytische Begriffe. In der Philosophie Ernst Blochs ist mit Kältestrom die nüchterne exakte Gesellschaftsanalyse als Kritik der politischen Ökonomie gemeint; mit dem Wärmestrom eine Gesellschaftsanalyse, die von den Erwartungen der Menschen ausgeht. Mit letzterem sollen die Hoffnungen der Menschen erfasst werden. Ausführlich entwickelte Bloch das Begriffspaar Wärmestrom/Kältestrom in seinem Werk Erbschaft dieser Zeit und im darauf folgenden ersten Band Das Prinzip Hoffnung.
Ernst Bloch entwarf dieses Begriffspaar zur Zeit der Machtergreifung der Nationalsozialisten, um zu erklären, weshalb diese so erfolgreich waren. Im Gegensatz zu den Sozialdemokraten und Kommunisten hätten sie sich – beispielsweise in den Reden im Sportpalast – nicht auf die harten Fakten einer genauen Analyse der ökonomischen und politischen Ressourcen- und Machtverteilung bezogen, sondern auf den Erwartungshorizont der Menschen. Eine gute Gesellschaftsanalyse brauche sowohl den Wärme- als auch den Kältestrom der kalten Tatsachen. Der Wärmestrom bezieht sich auf das In-Möglichkeit-Seiende, der Kältestrom auf das Nach-Möglichkeit-Seiende.